# Sandbach (Dernbach)
Der Sandbach ist ein knapp ein Kilometer langer Bach im südöstlichen Pfälzerwald und im rheinland-pfälzischen Landkreis Südliche Weinstraße, der von links und Osten in den Dernbach mündet.

## Geographie

### Verlauf
Der Sandbach entspringt im Pfälzerwald auf etwa 243 m ü. NHN etwa 800 m südöstlich von Dernbach in einem Mischwald auf dem Gebiet der Gemarkung Frankweiler. Sein Talmulde liegt westlich-unterhalb des Orensfelsens.
Er fließt zunächst etwa 250 m in südwestlicher Richtung, wechselt dann seine Laufrichtung nach Westnordwesten und passiert die Gemeindegrenze nach Dernbach. Gut 600 m bachabwärts wird er auf seiner rechten Seite von dem aus dem Nordosten kommenden Wegbach gespeist.
Der Sandbach schlägt dann einen sanften Bogen nach links, unterquert noch die L 506, läuft danach knapp 100 m stark begradigt durch die Au und mündet schließlich auf etwa 189 m von links in den Dernbach.

### Zuflüsse
- Wegbach (rechts), 0,2 km